# Докландска лака железница
Докландска лака железница (DLR) је лаки шински систем који опслужује подручје Докланда у Источном Лондону у Енглеској. Почела је са радом 31. августа 1987. године. Шине и возови овог система нису компатибилни са системом Лондонског метора, али ова два система јавног превоза имају исти систем за карте и станице DLR-а се приказују на мапи метроа.
Возове контролишу рачунари и обично немају возача: агент за услугу (en. Passenger Service Agent - PSA) на сваком возу брине о провери карата, давању обавештења и контроли врата. PSA може и да преузме контролу над возом у хитном случају или у случају квара система. На станицама углавном нема особља, осим на подземним станицама, где је особље потребно у случају евакуације.
DLR систем има 39 станица и наставља да се шири. У 2006. је кроз систем прошло 60 милиона путника. Докландска лака железница је прославила 20. рођендан 31. августа 2007. године. 

## Историја
Докландска лака железница је пуштена у рад 1987. године. Тада је имала 11 возова и 15 станица. Данас, захваљујући бројним проширењима и радовима на једном од првих лаких шинских система у Великој Британији, докландска лака железница опслужује и подручја Бенка, Бектона, Левишама и Лондон Сити аеродрома.

### Изградња
Радови на Докландској лакој железници су почели 1984. и то на линијама између Тауер Гејтвеја и Ајланд Гарденса и између Стратфорда и Ајланд Гарденса. Комплетан систем је завршен за 3 године.

## Возови
DLR користи високоподна бидирекционална возила са четвора врата на свакој страни. Сваки воз се састоји од два вагона. Вагони имају малу возачку конзолу прикривену иза закључане плоче. Користећи ту конзолу, PSA може да управља возом. Контроле крај врата омогућавају PSA-у да контролише њихово отварање и затварање. Максимална брзина возова је 80 km/h, док просечна износи 64 km/h. 

## Станице
Докландска лака железница има 39 станица. Станице које су на површини уопште немају особље, док је у подземним станицама особље присутно само како би организовало евакуацију ако буде потребна. Све станице имају видео надзор и машине за издавање карти, док већина има и место на ком се може одложити бицикл, телефонске говорнице итд.